# الآثار الاقتصادية لهجمات 11 سبتمبر
أعقبت أحداث 11 سبتمبر 2001 صدمات أولية أدّت إلى انخفاض حاد في أسواق الأسهم العالمية. أسفرت الأحداث نفسها عن خسائر تأمين تبلغ 40 مليار دولار أمريكي تقريبًا، ما جعلها واحدةً من أكبر الأحداث المُؤَمّنة على الإطلاق.

## الأسواق المالية
في يوم الثلاثاء، 11 سبتمبر 2001، تأخر افتتاح بورصة نيويورك (NYSE) بعد تحطم الطائرة الأولى في البرج الشمالي لمركز التجارة العالمي، وأُلغي التداول لهذا اليوم بعد تحطم الطائرة الثانية في البرج الجنوبي. ألغت بورصة نازداك التداول أيضًا. ثم أُخليَت بورصة نيويورك وكذلك جميع البنوك والمؤسسات المالية تقريبًا في وول ستريت وفي العديد من المدن في جميع أنحاء البلاد. كما أُغلِقت بورصة لندن وغيرها من أسواق الأوراق المالية حول العالم وأُجليَت خوفًا من استمرار الأحداث الإرهابية. بقيت بورصة نيويورك مغلقة حتى يوم الاثنين التالي. كانت هذه المرة الثالثة في التاريخ التي شهدت فيها بورصة نيويورك إغلاقًا مطوّلًا، حيث كانت المرة الأولى في الأشهر الأولى من الحرب العالمية الأولى والثانية في مارس 1933 خلال فترة الكساد الكبير. كما توقف التداول في سوق السندات الأمريكي؛ كان تاجر السندات الحكومية الرائد، كانتور فيتزغيرالد، متمركزًا في مركز التجارة العالمي. وقد أُغلقت بورصة نيويورك التجارية لمدة أسبوع بعد الأحداث.
أصدر نظام الاحتياطي الفيدرالي بيانًا قال فيه إنه «مفتوح وتحت التشغيل. تسهيل الإقراض متاح لتلبية احتياجات السيولة». أضاف الاحتياطي الفيدرالي 100 مليار دولار أمريكي من السيولة في اليوم، خلال الأيام الثلاثة التالية للأحداث، للمساعدة في تجنب حصول أزمة مالية. وصف حاكم الاحتياطي الفيدرالي روجر دبليو. فيرغسون جونيور بالتفصيل هذه الإجراءات وغيرها التي اتخذها الاحتياطي الفيدرالي للحفاظ على استقرار الاقتصاد وتعويض الاضطرابات المحتملة التي تنشأ في النظام المالي.
ارتفعت أسعار الذهب من 215.50 دولار أمريكي إلى 287 دولار أمريكي للأوقية في تداول لندن. كما ارتفعت أسعار النفط. وارتفعت أسعار الغاز في الولايات المتحدة أيضًا لفترة وجيزة، على الرغم من أن الارتفاع الكبير في الأسعار استمر نحو أسبوع واحد فقط.
واستمر تداول العملات، حيث انخفض الدولار الأمريكي بشكل حاد مقابل اليورو، والجنيه البريطاني، والين الياباني. في اليوم التالي، تراجعت أسواق الأسهم الأوروبية بشكل حاد، بما في ذلك الانخفاض بنسبة 4.6% في إسبانيا، و8.5% في ألمانيا، و5.7% في بورصة لندن. كما هبطت الأسهم في أسواق أمريكا اللاتينية، مع انخفاض بنسبة 9.2% في البرازيل، و5.2% في الأرجنتين، و5.6% في المكسيك، قبل منع التداول.

## القطاعات الاقتصادية
في الأسواق الدولية والمحلية، تضررت أسهم الشركات في بعض القطاعات بشكل خاص. وانخفضت أسهم شركات السفر والترفيه بينما ارتفعت أسهم شركات الاتصالات والأدوية والشركات العسكرية/الدفاع. عانت وكالات السفر عبر الإنترنت بشكل خاص، لأنها تلبي احتياجات السفر الترفيهي.

### التأمين
كانت خسائر التأمين بسبب أحداث 11 سبتمبر أكبر بأكثر من مرة ونصف مما كان في السابق أكبر كارثة (إعصار أندرو) من حيث الخسائر. شملت الخسائر توقف الأعمال (11.0 مليار دولار)، والممتلكات (9.6 مليار دولار)، الالتزامات (7.5 مليار دولار أمريكي)، وتعويض العمال (1.8 مليار دولار أمريكي)، وغيرها (2.5 مليار دولار أمريكي). وشملت الشركات ذات الخسائر الأكبر بيركشير هاثاواي، ولويدز، وسويس ري، وميونخ ري، وجميعها شركات إعادة تأمين، بخسائر تزيد عن ملياري دولار أمريكي لكلٍّ منها. انخفضت أسهم شركات إعادة التأمين الرئيسية، بما في ذلك سويس ري وبالويز انشورانس غروب بأكثر من 10%، في حين انخفضت أسهم سويس لايف بنسبة 7.8%. على الرغم من أن صناعة التأمين احتفظت باحتياطيات غطت أحداث 11 سبتمبر، كانت شركات التأمين مترددة في الاستمرار في توفير التغطية للأحداث الإرهابية المستقبلية. فقط عدد قليل من شركات التأمين واصلت تقديم مثل هذه التغطية.

### الخطوط الجوية والطيران
توقفت الرحلات الجوية في أماكن مختلفة عبر الولايات المتحدة وكندا والتي لم يكن لديها بالضرورة الدعم التشغيلي، مثل الطواقم الأرضية المخصصة. هبط عدد كبير من الرحلات الجوية عبر المحيط الأطلسي في غاندر، نيوفاوندلاند وفي هاليفاكس، نوفا سكوشا، مع النقل اللوجستي من قبل النقل الكندي في عملية الشريط الأصفر. للمساعدة في تلبية الاحتياجات الفورية لعائلات الضحايا، قدمت كلّ من الخطوط الجوية المتحدة والخطوط الجوية الأمريكية دفعات أولية بقيمة 25,000 دولار أمريكي. كما طُلب من شركات الطيران إعادة أموال مشتريات التذاكر لأي شخص غير قادر على السفر.
زادت أحداث 11 سبتمبر من تفاقم المشاكل المالية التي كانت صناعة الطيران تعاني منها بالفعل قبل الأحداث. انخفضت أسعار أسهم شركات الطيران وشركات صناعة الطائرات بعد الأحداث. أغلقت شركة ميدواي آيرلاينز، أعمالها بعد ذلك على الفور، وهي كانت بالأصل على وشك الإفلاس. هُددت شركات الطيران الأخرى بالإفلاس، وأُعلن عن عشرات الآلاف من حالات التسريح من العمل في الأسبوع التالي للأحداث. لمساعدة الصناعة، قدمت الحكومة الفيدرالية حزمة مساعدات للصناعة، بما في ذلك 10 مليارات دولار أمريكي من ضمانات القروض، إلى جانب 5 مليارات دولار أمريكي للمساعدة على المدى القصير.
يُنظر أيضًا إلى انخفاض الطلب على السفر الجوي الناجم عن الأحداث على أنه سبب مساهم في سحب طائرة كونكورد، الأسرع من الصوت التي كانت تعمل في ذلك الوقت. وقد ذُكرت تعليقات أيضًا على أن نقص الطلب على الكونكورد بعد استئناف خدمتها في عام 2001 قد يكون سببه وفاة العديد من المسافرين بشكل منظم على متن الكونكورد الذي نتج عن هذا الحدث.

### السياحة
تراجعت السياحة في مدينة نيويورك، مما تسبب في خسائر فادحة في قطاع يعمل فيه 280,000 شخص ويولّد 25 مليار دولار أمريكي سنويًا. في الأسبوع الذي تلي الهجوم، انخفض إشغال الفنادق إلى ما دون 40%، وتم تسريح 3000 موظف. كما انخفضت السياحة وإشغال الفنادق والسفر الجوي بشكل كبير في جميع أنحاء البلاد. قد يكون التردد في الطيران ناتجًا عن الخوف المتزايد من تكرار الأحداث المريرة. أجرت سوزان طومسون، أستاذة علم النفس في كلية بومونا، مقابلات مع 501 شخصًا لم يكونوا ضحايا مباشرين لأحداث 11 سبتمبر. ومن هذا، خلصت إلى أن «معظم المشاركين شعروا بالأسى بشكل أكبر (65%) والخوف من الطيران بشكل أقوى (55%) فور وقوع الحدث مما كانوا عليه قبل حدوث الهجمات».

### الأمن
منذ أحداث 11 سبتمبر، خُصصت موارد كبيرة لتحسين الأمن في مجالات أمن الوطن والدفاع الوطني وفي القطاع الخاص.

## مدينة نيويورك
في مدينة نيويورك، فُقدت نحو 430,000 وظيفة وصُرف 2.8 مليار دولار أمريكي في الأجور الضائعة على مدى الأشهر الثلاثة التي تلت أحداث 11 سبتمبر. ركزت الآثار الاقتصادية بشكل رئيسي على قطاعات اقتصاد الصادرات في المدينة. وتشير التقديرات إلى انخفاض الناتج المحلي الإجمالي لمدينة نيويورك بمقدار 30.3 مليار دولار أمريكي خلال الأشهر الثلاثة الأخيرة من عام 2001 وطوال عام 2002. قدمت الحكومة الفيدرالية مساعدة فورية قيمتها 11.2 مليار دولار أمريكي لحكومة مدينة نيويورك في سبتمبر 2001، و10.5 مليار دولار أمريكي في أوائل عام 2002 من أجل التنمية الاقتصادية واحتياجات البنية التحتية.
كما كان لأحداث 11 سبتمبر تأثير كبير على الشركات الصغيرة في مانهاتن السفلى، الواقعة بالقرب من مركز التجارة العالمي. لقد دُمّرت أو عُزلت نحو 18000 شركة صغيرة بعد الأحداث. قدّمت إدارة الأعمال الصغيرة قروضًا كمساعدة، في حين استُخدمت منح التنمية المجتمعية وقروض الكوارث الناجمة عن الحوادث الاقتصادية أيضًا من قبل الحكومة الفيدرالية لتقديم المساعدة للشركات الصغيرة المتضررة من أحداث 11 سبتمبر.

## تأثيرات أخرى
أدّت أحداث 11 سبتمبر مباشرة إلى حرب الولايات المتحدة في أفغانستان أيضًا، بالإضافة إلى الإنفاق الإضافي على أمن الوطن. كما استُشهد بالأحداث كأساس منطقي لحرب العراق. تجاوزت تكلفة الحربين حتى الآن 6 تريليون دولار أمريكي.